# Wohnhaus Reichenstraße 2
Das Wohnhaus Reichenstraße 2, auch Claus-Wirich-Haus, in der niedersächsischen Samtgemeinde Land Hadeln, Gemeinde Otterndorf im Landkreis Cuxhaven, stammt aus dem 17. Jahrhundert. Aktuell (2024) wird es als Wohn- und Geschäftshaus (Teekontor) sowie Kunstgalerie (Wirich-Haus) genutzt.
Das Gebäude steht unter Denkmalschutz (siehe auch Liste der Baudenkmale in Otterndorf).

## Geschichte und Beschreibung
Otterndorf war der Hauptort des Landes Hadeln. 1400 erhielt er von Herzog Erich von Sachsen-Lauenburg das Stadtrecht.
Das nach der Wurtsiedlung zweite historische Zentrum – die Marktsiedlung – entstand im dritten Viertel des 16. Jahrhunderts. Zur Stadterweiterung nach Osten diente früh die Marktstraße mit relativ gleichmäßig großen Parzellen. Der ehemalige Marktplatz wird heute von der Reichen- und der Marktstraße durchschnitten. Die  Platzkreuzung besteht aus Rathaus im Nordwesten, Marktstraße 1 im Nordosten, Kranichhaus und Marktstraße 2 im Süden sowie Reichenstraße 2 im Westen, mit Häusern zumeist aus dem 16. und 17. Jahrhundert. Ab 1582 wurde hier Markt gehalten. Zur denkmalgeschützten Häusergruppe gehören Rathaus (1583), Kranichhaus (1696/1735/1764), Kaufhaus (1754) und neun weitere zumeist giebelständige Wohnhäuser (17. bis 19. Jh.).
Das eingeschossige zum ehemaligen Marktplatz giebelständige Gebäude in Fachwerk als Ankerbalkenkonstruktion mit Steinausfachungen, korbbogigem Portal und Inschrift im Giebelbalken sowie mit ziegelgedecktem Satteldach wurde um 1640 gebaut. Im oberen Giebeldreieck ist es regionaltypisch senkrecht verbrettert. Das  Dielenhaus wurde im 18. und 19. Jahrhundert überformt. Seit den 1950er Jahren ist hier das Teekontor.
Das Landesdenkmalamt befand u. a.: „… Die Erhaltung der ehemaligen Marktsiedlung liegt aus geschichtlichen und städtebaulichen Gründen wegen des orts- und siedlungsgeschichtlichen sowie straßen-, platz- und ortsbildprägenden Zeugniswerts im öffentlichen Interesse …“